# Adolf Waser
Adolf Waser (5 de febrero de 1938) es un deportista suizo que compitió en remo. Es hermano del también remero Hugo Waser.
Ganó una medalla de bronce en el Campeonato Mundial de Remo de 1962 y una medalla de bronce en el Campeonato Europeo de Remo de 1969.

## Palmarés internacional
| Campeonato Mundial | Campeonato Mundial   | Campeonato Mundial | Campeonato Mundial |
| Año                | Lugar                | Medalla            | Prueba             |
| ------------------ | -------------------- | ------------------ | ------------------ |
| 1962               | Lucerna (Suiza)      | Medalla de bronce  | Dos sin timonel    |
| Campeonato Europeo |                      |                    |                    |
| Año                | Lugar                | Medalla            | Prueba             |
| 1969               | Klagenfurt (Austria) | Medalla de bronce  | Cuatro con timonel |